# Litoblatta pilosa
Litoblatta pilosa är en kackerlacksart som beskrevs av Rocha e Silva och Aguiar 1975. Litoblatta pilosa ingår i släktet Litoblatta och familjen småkackerlackor. Inga underarter finns listade i Catalogue of Life.